# Dimmalætting
Dimmalætting (català: Alba) és un diari feroès amb seu a Tórshavn. Està escrit en llengua feroesa i és el diari més antic de les illes Fèroe. Fins a la fallida del 2013, el Dimmalætting tenia una tirada de 8.500 exemplars a tot el país i es publicava cinc cops per setmana.

## Nom
El nom Dimmalætting combina la paraula dimmi 'foscor' i lætting, del verb lætta que significa 'abandonar'. Dimmið lættir significa "s'està fent de dia", o literalment, "la foscor s'esvaeix". El nom del diari prové dels treballs de Venceslaus Ulricus Hammershaimb, creador de l'ortografia moderna del feroès, i es considera un dels primers neologismes introduïts en aquesta llengua.

## Història
La primera edició de la Dimma, com es coneix popularment, va aparèixer el 5 de gener de 1878, després d'un número de prova que havia aparegut el 8 de desembre de l'any anterior.
Des de la fundació del Partit Unionista feroès el 1906, el Dimma s'havia considerat dins l'òrbita d'aquest partit. Tot i així el 1995 es va declarar independent.
En els seus primers anys, el rotatiu només es va publicar en llengua danesa amb el nom en danès de Amtstidene for Færøerne (Diari oficial per als feroesos), mentre q¡ue el nom en feroès hi apareixia imprès en minúscules. De 1910 a 1947, es va imprimir en ambdues llengües, i a partir de 1947 el feroès es va convertir en la llengua predominant. Avui en dia es un diari escrit íntegrament en feroès.
Fins a l'any 1911, quan va començar a aparèixer una edició dels dimecres, el Dimmalætting només apareixia els dissabtes. A la dècada de 1920, el seu contingut es va ampliar a sis pàgines, de les quatre que havia tingut fins llavors. Després de 1970, el número de pàgines va augmentar a vuit i a partir del setembre de 1996, va començar a aparèixer cinc cops per setmana, de dimarts a dissabte. El novembre de 2004 es van canviar els dies d'aparició a de dilluns a divendres i des de mitjans de març de 2005, apareixia també en format tabloide.
El Dimmalætting tenia la majoria de les accions de la impremta de diaris Prentmiðstøðin, on el diari competidor Sosialurin n'era el propietari minoritari. Prentmiðstøðin és on hi ha l'única impressora rotativa de l'arxipèlag.
Durant molts anys, el Dimma va ser el diari de major circulació, però l'any 2011 va ser superat pel Sosialurin.
El 2013, el Dimmalætting va fer fallida. Tanmateix, el 10 d'octubre de 2014 va tornar a publicar-se sota un nou propietari, l'advocat Poul Hansen. Es va convertir en un diari de cap de setmana.

## Editors
Georg Lindenskov Samuelsen destaca entre els nombrosos directors que ha tingut el diari al llarg dels seus més de 100 anys d'història. Va treballar-hi pràcticament tota la seva vida i hi va estar al capdavant durant gairebé mig segle. A més, durant molts anys va estar completament sol a l'hora d'escriure els articles.
- 1878 - 1879 Lytje Lützen
- Oliver Petræus Effersøe.1880 - 1882 Oliver Petræus Effersøe
- 1882 - 1885 Louis Bergh
- 1885 - 1886 H. C. Petersen
- 1886 - 1889 R. C. Effersøe
- 1889 - 1892 Jacob Johansen

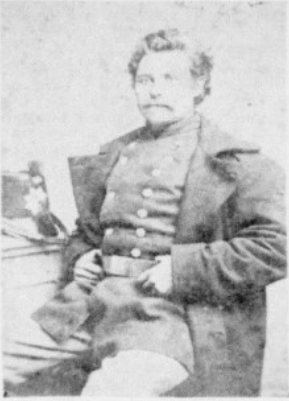
Oliver Petræus Effersøe.

- 1892 - 1893 Oliver Petræus Effersøe

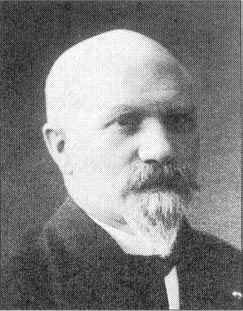
Søren Emil Müller.

- 1893 - 1894 Emil Bruun
- 1894 - 1900 Enok Daniel Bærentsen
- Søren Emil Müller.1900 - 1901 Søren E. Müller
- 1901 - 1902 Chr. Heilskov
- 1902 - 1905 R. C. Effersøe
- 1905 - 1918 Oluf Skaalum
- 1918 - 1936 Poul Niclasen
- 1936 - 1981 Georg L. Samuelsen
- 1981 - 1995 Benny Samuelsen
- 1995 - 2001 Beate L. Samuelsen
- 1995 - 2002 Georg L. Petersen
- 2002 - 2007 Ingi Samuelsen
- 2007 - 2013 Árni Gregersen
- 2014 - 2015 Sveinur Tróndarson
- 2015 - 2019 Georg L. Petersen